# Reganosa
Reganosa es un grupo energético global de matriz española. Opera activos básicos para la seguridad del suministro en Europa, Asia y África; es referente mundial en la gestión de infraestructuras energéticas; es propietario y operador de la terminal de gas natural licuado de Galicia (en Mugardos, A Coruña); y posee un 25 % del Musel E-Hub, en Gijón (Asturias). Además, promueve proyectos de almacenamiento energético, renovables, economía circular, hidrógeno verde, eficiencia energética y digitalización. En el ámbito del gas natural licuado, además de operar la de Mugardos, Reganosa es adjudicatario de la gestión de tres tipos de terminales: totalmente a flote, las de Brünsbuttel (Alemania) y Tema (Ghana); completamente en tierra, la de Oristano (Italia); y mixta, la de Delimara (Malta). Son instalaciones, además, con un amplio rango de almacenamiento: desde los 9.000 hasta los 300.000 metros cúbicos...
Recientemente, ha afianzado su internalización, y ya suman 30 los países donde ha operado. No en vano, por primera vez en la historia de la compañía, los ingresos procedentes del exterior suponen más de un tercio de los totales, según datos al cierre de 2024. 
De la planta regasificadora de Mugardos depende directamente el suministro de las centrales de ciclo combinado que Endesa y Unión Fenosa tienen en Puentes de García Rodríguez y Sabón (Arteijo), así como otras industrias a través de gasoductos, buques metaneros y camiones cisterna. Es una de las siete plantas de regasificación en España, el país europeo que más las tiene.  Las otras son: Barcelona, Huelva, Bilbao, Sagunto, Cartagena y Gijón.

## Inicios del proyecto
Los orígenes de la planta de gas del Ferrol están en un proyecto que Enagás, a la sazón filial de Gas Natural, tenía para construir una planta de regasificación en los terrenos que hoy ocupa el Puerto Exterior del Ferrol.  El proyecto no superó los trámites iniciales a pesar de que el terreno donde estaba prevista la planta estaba vallado y señalizado.  Tras el abandono del proyecto, el Grupo Tojeiro retomó la idea pero cambió la ubicación en la entrada a la ría de Ferrol por los terrenos de Forestal del Atlántico, en Mugardos.  Los terrenos entonces ocupados por Enagás pasaron a la Autoridad Portuaria del Ferrol.

## GNL en España
España es uno de los países europeos con mayor capacidad de infraestructura gasista. A cierre de 2017, el Sistema Gasista Español constaba de 11.369 km de ductos de transporte primario y un total de 13,361 km incluidos los secundarios.
| planta       | No. de tanques | Capacidad m³ | notas       |
| ------------ | -------------- | ------------ | ----------- |
| Mugardos     | 2              | 300.000      |             |
| Gijón        | 2              | 300.000      |             |
| Bilbao       | 3              | 450.000      |             |
| Barcelona    | 6              | 760.000      |             |
| Sagunto      | 4              | 600.000      |             |
| Cartagena    | 5              | 587 000      |             |
| Huelva       | 5              | 619 500      |             |
| Tenerife     | en proyecto    | en proyecto  | en proyecto |
| Gran Canaria | en proyecto    | en proyecto  | en proyecto |

## Contaminación del medio ambiente
Según representantes de los trabajadores de Reganosa, al año 2022 y después de doce años de funcionamiento de la planta, «no se produjo ni una sola afección al medio natural».

## Historia

### Oposición

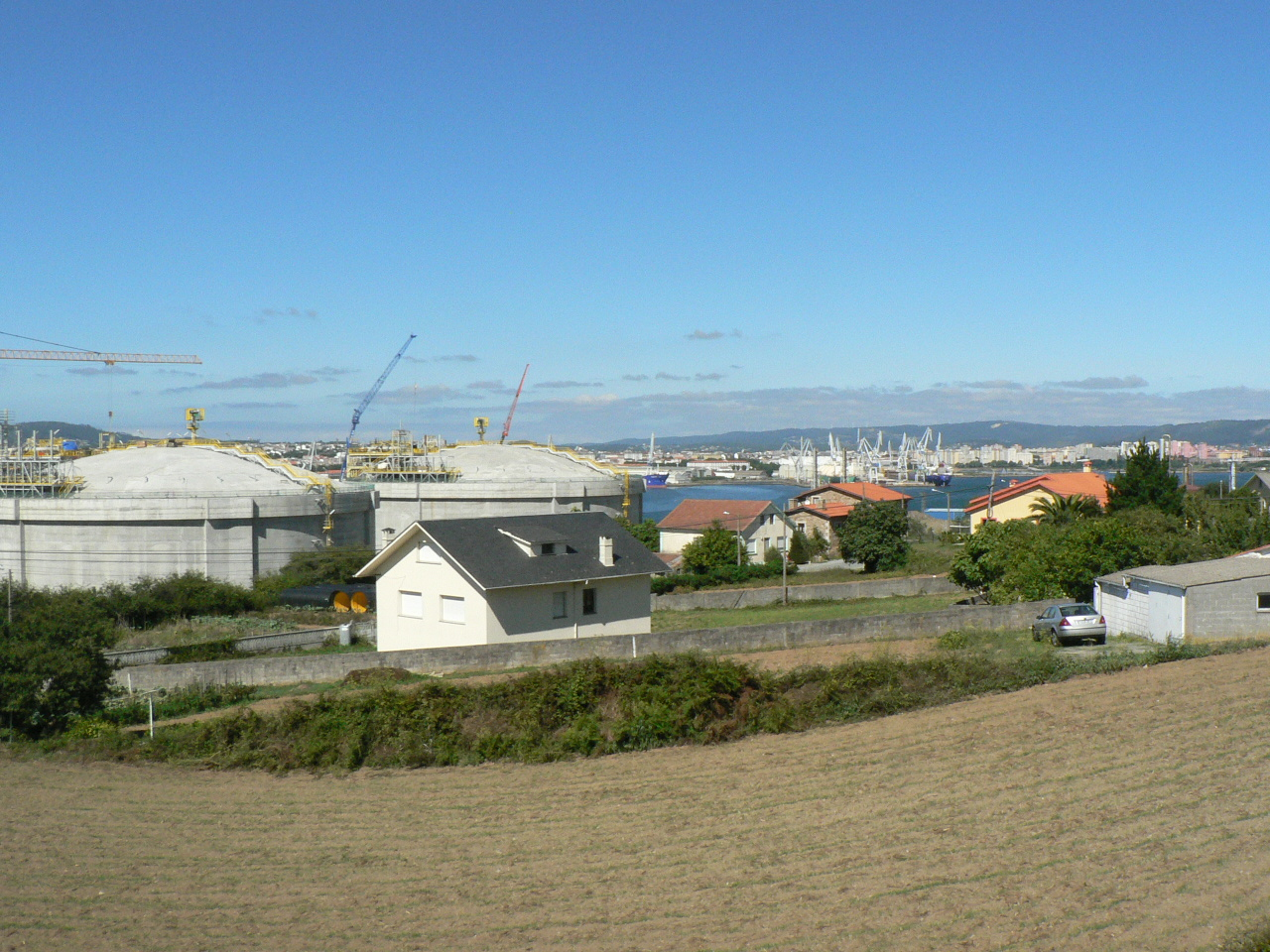
Reganosa en construcción

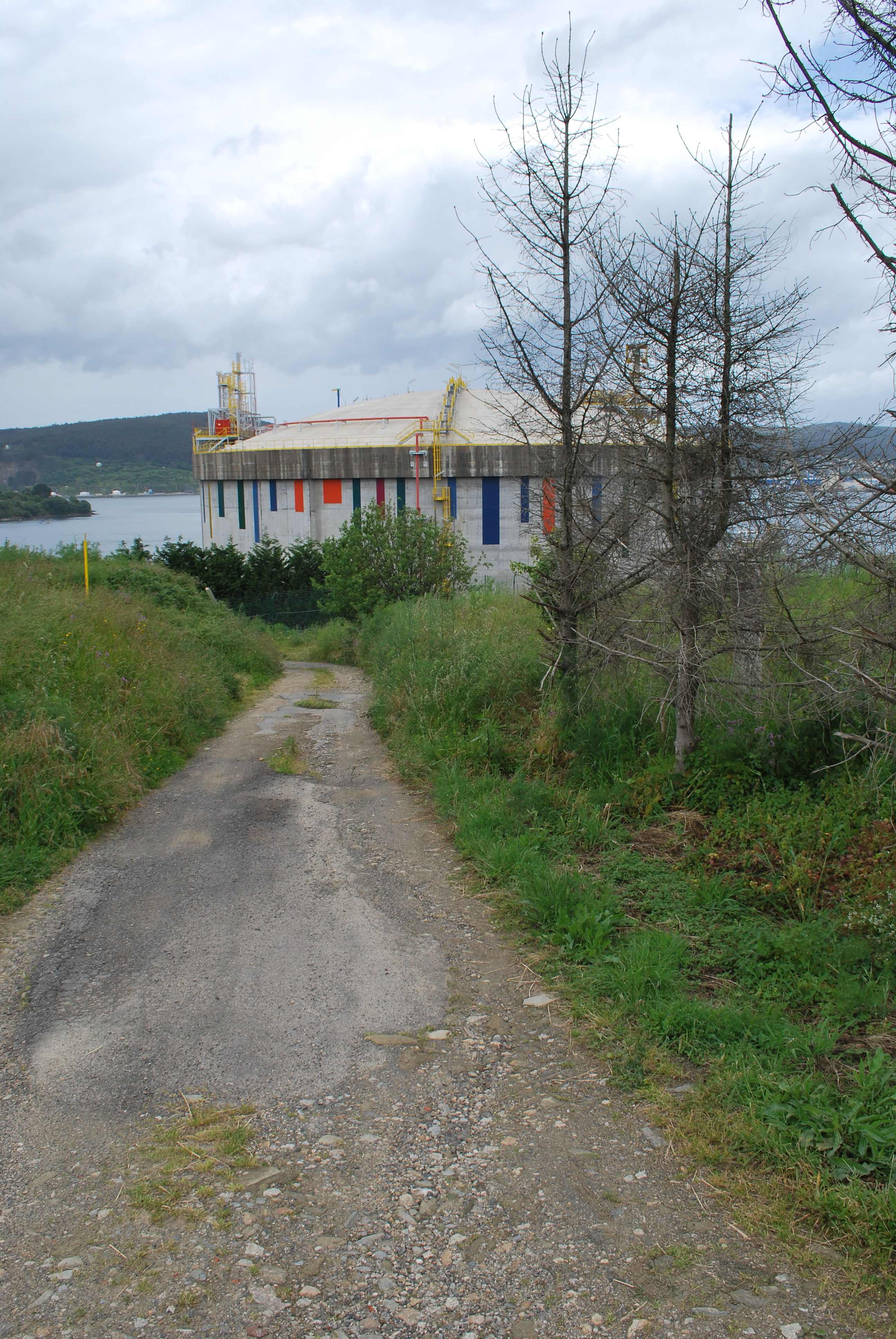
Reganosa pintado para reducir el impacto visual.

Desde que el grupo Tojeiro, promotor de la planta de regasificación, hiciera público su interés por construir la planta en  Mugardos, se formó en la región un pequeño grupo de ciudadanos que se decían preocupados por supuestos riesgos ambientales y de seguridad que a la postre, con el paso de los lustros, se demostraron infundados. El Comité Ciudadano de Emergencias de la Ría de Ferrol acudió sin éxito a las instituciones locales, autonómicas, estatales y de la Unión Europea para denunciar la planta, cuyo apoyo social ahora no está en discusión.

### Ruinas romanas
Tras el descubrimiento de restos romanos en las inmediaciones, Reganosa construyó un museo al costo de €3 millones, el cual posteriormente entregó al ayuntamiento de Mugardos.

### Operaciones
Con la llegada en mayo de 2007 del Galicia Spirit, un buque gasero de 280 metros de eslora y conteniendo 140.000 metros cúbicos de gas LNG, se organizó una multitudinaria protesta en la planta de Mugardos tanto en tierra como en la ría, a la que se sumaron los mariscadores. Varias personas fueron detenidas y la Guardia Civil denunció a varios mariscadores por desobediencia a la autoridad. Ocho de estos mariscadores fueron juzgados en marzo de 2012 y siete de ellos fueron condenados a penas de entre seis meses y siete meses y medio.
Un estudio de 2008 determinó que el amarre de Reganosa para metaneros como el Gallina resistiría vientos de hasta 96 kilómetros por hora.  Reganosa tuvo un déficit de 58 millones de euros en 2011. En octubre de 2013, la empresa anunció la pintura de los tanques de gas del complejo para mejorar su imagen e integración con el medio ambiente.
En 2021, Mugardos fue la planta cuyo volumen más creció en España, con un 25%.